# Афонсо Флоренси
Афонсо Бандейра Флоренси (на португалски: Afonso Bandeira Florence) е бразилски политик – министър на аграрното развитие на Бразилия от 1 януари 2011 г. до 14 май 2012 г..
Афонсо Флоренси е роден на 15 октомври 1960 г. в Салвадор, щата Баия. Завършва история във Федералния университет на Баия и е професор в Католическия университет на Салвадор. Заема поста секретар за градското развитие на Баия при управлението на губернатора Жак Вебер. През 2010 е избран за депутат в Камарата на депутатите на Конгреса. Назначен е за министър на аграрното развитие в кабинета на президента Дилма Русев..